# Torla
Torla – gmina w Hiszpanii, w prowincji Huesca, w Aragonii, o powierzchni 185,21 km². W 2011 roku gmina liczyła 320 mieszkańców.